# جایزه آنالیز تابعی
جایزه آنالیز تابعی یک جایزه با موضوع ریاضیات است که در ایران به ایدهٔ برتر سال در زمینه آنالیز تابعی اهدا می‌شود. این جایزه هرسال به سه نفر از دانشجویان دکتری آنالیز ریاضی که دارای مقاله علمی-پژوهشی شاخصی در آنالیز ریاضی، نظریه عمل‌گرها یا آنالیز هارمونیک باشند اهدا می‌شود. این جایزه در سال ۲۰۱۱ توسط گروه پژوهشی ریاضی طوسی زیر نظر وزارت علوم، تحقیقات و فناوری ایران و همچنین دانشگاه فردوسی مشهد پایه‌گذاری شد.